# 水野浩
水野 浩（みずの ひろし、1899年4月23日 - 1970年3月22日）は、日本の俳優である。本名は水野 浩一（みずの こういち）。青年期の舞台俳優から映画俳優に転向、老年期まで脇役に徹したことで知られる。

## 人物・来歴
1899年（明治32年）4月23日、兵庫県神戸市に生まれる。
旧制・兵庫県第二神戸中学校（通称神戸二中、現在の兵庫県立兵庫高等学校）を卒業し、演劇を志して、佐藤紅緑が1915年（大正4年）に起こした劇団「日本座」に参加、その後、喜劇や歌劇（オペラ）、剣劇等の劇団を渡り歩く。満30歳を迎える1929年（昭和4年）、京都の松竹下加茂撮影所に入社、舞台俳優から映画俳優に転向する。その後、月形龍之介の月形プロダクション、尾上菊太郎の尾上菊太郎プロダクションに移籍したというが、出演記録は不明である。
1934年（昭和9年）ころまでに新興キネマに移籍、同年3月21日に公開された松田定次監督の『天保水滸伝』に「名主の朋友」役で出演した記録がある。1935年（昭和10年）には、同社が新設した新興キネマ東京撮影所（現在の東映東京撮影所）の現代劇にも出演したが、新興キネマ京都撮影所（現在の東映京都撮影所）に所属して、時代劇に多く出演した。1941年（昭和16年）には、日活京都撮影所に移籍したが、日活の製作部門は、翌1942年（昭和16年）1月10日に戦時統合で新興キネマ、大都映画と合併して大映を形成、それにあたって水野は「日活京都撮影所」が名称変更した大映京都撮影所（現存せず）に継続入社した。
第二次世界大戦終結後も引き続き同撮影所に所属したが、1948年（昭和23年）、当時大映が配給提携していた東横映画が製作した、佐々木康監督の『男を裁く女』、斎藤寅次郎監督の『のど自慢狂時代』に出演したのきっかけに、1949年（昭和24年）秋には東横映画に移籍した。同社は、1951年（昭和26年）4月1日、太泉映画、東京映画配給と合併して東映を形成、水野はひきつづき東映京都撮影所に所属した。すでに50代になっており、老け役を中心に数多くの東映時代劇に出演、1960年代には、テレビドラマにも出演した。
1970年3月22日、死去した。70歳没。
曾孫には、元アイドル仮面女子、女優として活動中の水野ふえが居る。
『日本映画俳優全集・男優編』（キネマ旬報社、1979年）の水野の項の執筆者・吉田智恵男は、晩年の老け役の水野を評して、「温厚な人柄がにじみ出て、ほのぼのとした暖かさをたたえたものが多く、親切な茶店の老爺、人情味のある牢番、忠実な下僕、人の好い大家など、心なごむ庶民像を生き生きと演じた」と締めくくっている。茶店の老爺役といえば、『満月三十石船』（監督丸根賛太郎、1952年）であり、牢番役といえば『天兵童子 第一篇 波濤の若武者』（監督内出好吉、1955年）、『天兵童子 第二篇 高松城の密使』（監督同、同年）、『天兵童子 完結篇 日の丸初陣』（監督同、同年）の牢番与吾六といった作品、役どころである。

## フィルモグラフィ
特筆以外すべてクレジットは「出演」である。公開日の右側には役名、および東京国立近代美術館フィルムセンター（NFC）、マツダ映画社所蔵等の上映用プリントの現存状況についても記す。同センター等に所蔵されていないものは、とくに1940年代以前の作品についてはほぼ現存しないフィルムである。

### 新興キネマ
特筆以外すべて製作・配給は「新興キネマ」、特筆以外はサイレント映画である。
- 『天保水滸伝』 : 監督松田定次、1934年3月21日公開 - 名主の朋友
- 『女心双情記』 : 監督松田定次、1934年6月28日公開 - 炭屋五兵衛
- 『恩讐子守唄』 : 監督押本七之助、1934年9月6日公開 - 豪農
- 『帰去来峠』 : 監督松田定次、サウンド版、1934年11月1日公開 - 宿屋の番頭
- 『あゝ玉杯に花うけて』 : 監督上砂泰蔵、製作新興キネマ東京撮影所、1935年1月15日公開 - 土井老人
- 『鼻唄奇兵隊』 : 監督金田繁、製作新興キネマ東京撮影所、1935年2月28日公開 - 御亭主

### 新興キネマ京都撮影所
特筆以外すべて製作は「新興キネマ京都撮影所」（上記と同一スタジオ）、配給は「新興キネマ」、特筆以外はトーキーである。
- 『ぢゃぢゃ馬権八』 : 監督押本七之輔（押本七之助）、サイレント映画、1935年3月7日公開 - 酒屋の親爺
- 『ヒュッテの一夜』 : 監督落合吉人・西鉄平、サウンド版、1935年4月11日公開 - おしげの父
- 『黄門漫遊記』 : 監督押本七之輔、サイレント映画、1935年4月18日公開 - 老人宗匠
- 『姓は丹下名は茶善』 : 監督藤田潤一、録音マキノ正博、サウンド版、1935年5月8日公開 - 渦巻道場主渦巻四海
- 『愛憎一代』 : 監督松田定次、録音マキノ正博、サウンド版、1935年6月6日公開 - 由利家の下僕喜助
- 『太閤記 藤吉郎走卒の巻』 : 監督滝沢英輔、録音マキノ正博、サウンド版、1935年8月15日公開 - 岩巻一若
- 『白牡丹』 : 監督野淵昶、製作片岡千恵蔵プロダクション、配給新興キネマ、1935年11月1日公開 - 易者
- 『太閤記 藤吉郎出世飛躍の巻』 : 監督渡辺新太郎、録音マキノ正博、サウンド版、1936年1月5日公開 - 岩巻さん
- 『野崎小唄』 : 監督木村恵吾、サウンド版、1936年3月10日公開 - 久松の父久作
- 『快傑黒頭巾 前篇』 : 監督渡辺新太郎、録音マキノ正博、サウンド版、1936年3月21日公開 - 大村挽斉
- 『お七鹿の子染』 : 監督押本七之輔、サウンド版、1936年4月1日公開 - 丁稚弥吉
- 『快傑黒頭巾 後篇』 : 監督渡辺新太郎、録音マキノ正博、サウンド版、1936年4月29日公開 - 大村挽斉
- 『五月晴一本鎗』 : 監督石田民三、1936年6月12日公開 - 左官の三太
- 『燗漫城』 : 監督木村恵吾、サウンド版、1936年7月8日公開 - 農夫
- 『悲恋嵐の道』 : 監督押本七之輔、サウンド版、1936年7月25日公開 - 庄屋
- 『海道百里』 : 監督石田民三・滝沢英輔・堀田正彦、サウンド版、1936年9月1日公開 - 源おじ
- 『振袖顔役』 : 監督堀田正彦、サウンド版、1936年10月9日公開 - 漁師平助
- 『浪人大将』 : 監督渡辺新太郎、サウンド版、1936年11月7日公開 - 若原三右衛門
- 『鳴門秘帖 前篇 本土篇』 : 監督吉田保次、製作嵐寛寿郎プロダクション、配給新興キネマ、1936年11月22日公開 - 平賀源内
- 『仇討膝栗毛』 : 監督森一生、1936年12月17日公開 - 新之助の叔父、63分完全尺で現存（NFC所蔵[5]）
- 『児雷也 前篇 妖雲之巻』 : 監督山内英三、サウンド版（茂原式新興フォーン）、1936年12月31日公開 - 蛞蝓仙人、総集篇80分尺で現存（NFC所蔵[5]）
- 『児雷也 後篇 変幻之巻』 : 監督山内英三、サウンド版（茂原式新興フォーン）、1937年1月5日公開 - 蛞蝓仙人、同上[5]
- 『国訛道中笠』 : 監督仁科熊彦、製作嵐寛寿郎プロダクション、配給新興キネマ、1937年1月14日公開 - 大戸の関所の役人、63分完全尺で現存（NFC所蔵[5]）
- 『鳴門秘帖 鳴門篇』 : 監督吉田保次、製作嵐寛寿郎プロダクション、配給新興キネマ、1937年2月18日公開 - 平賀源内
- 『おつる巡礼歌』 : 監督押本七之輔、1937年2月23日公開 - 千住院の和尚
- 『勤王田舎侍』 : 監督野淵昶、1937年3月6日公開 - 老僕松兵衛
- 『べらんめえ十万石』 : 監督仁科熊彦、製作嵐寛寿郎プロダクション、配給、1937年3月18日公開 - 有賀八郎
- 『岩見重太郎』 : 監督押本七之輔、1937年4月1日公開 - 名主藤左衛門
- 『さむらひ音頭』 : 監督木村恵吾、1937年4月29日公開 - 安藤対島守
- 『本朝七不思議』 : 監督寿々喜多呂九平、1937年5月13日公開 - 源次郎の兄で主膳の下役天野源左衛門
- 『幻の白頭巾』 : 監督押本七之輔、1937年5月20日公開 - 多木家老僕吉蔵
- 『南風薩摩歌』 : 監督牛原虚彦、1937年7月10日公開 - 町の有力者安右衛門
- 『神変稲妻』 : 監督竹久新、1937年8月5日公開 - 源之助の守護役大久保与左衛門
- 『祐天吉松』 : 監督森一生、1937年8月12日公開 - 経師屋の客、68分尺で現存（NFC所蔵[5]）
- 『七度び狐』 : 監督木藤茂、1937年9月23日公開 - 行者
- 『盗人厩』 : 監督仁科熊彦、1937年10月1日公開 - 菱刈勘解由
- 『八幡船隊』 : 監督押本七之輔、1937年10月7日公開 - 秋山監物
- 『岡野金右衛門』 : 監督森一生、1937年10月7日公開 - 吉田忠左衛門
- 『旗本伝法 竜の巻』 : 監督牛原虚彦、1937年11月3日公開 - 松平伊豆守
- 『旗本伝法 虎の巻』 : 監督牛原虚彦、1937年11月11日公開 - 松平伊豆守
- 『決闘両国橋』 : 監督竹久新、1937年11月18日公開 - 松善の亭主
- 『元禄十六年』 : 監督森一生、1937年11月25日公開 - 貝賀孫左衛門
- 『静御前』 : 監督野淵昶、1938年1月14日公開 - 駿河二郎
- 『大岡政談 越後屋騒動』 : 監督木村恵吾、1938年3月1日公開 - 旗本伊藤源次郎
- 『剣豪荒木又右衛門』 : 監督伊藤大輔、1938年3月10日公開 - 志摩主膳
- 『忍術江戸荒し』 : 監督堀田正彦、1938年3月23日公開 - 佐渡守の用人平左衛門
- 『宝の山に入る退屈男』 : 監督西原孝、1938年4月14日公開 - 甲州武田家の残党宮本一斎
- 『紀国屋文左衛門』 : 監督野淵昶、1938年5月12日公開 - 江戸蜜柑問屋河内屋
- 『妖魔白滝姫』 : 監督木村恵吾、1938年5月31日公開 - 梅庵
- 『歌吉行燈』 : 監督仁科紀彦、1938年6月8日公開 - 宮田藤左衛門
- 『黒田誠忠録』 : 監督衣笠貞之助、製作松竹下加茂撮影所、配給松竹キネマ、1938年6月17日公開 - 板倉主膳
- 『右門捕物帖 張子の虎』 : 監督押本七之輔、1938年6月23日公開 - 人形師一菅斎
- 『一休さん』 : 監督仁科紀彦、1938年8月4日公開 - 竹斎老人
- 『お洒落狂女』 : 監督寿々喜多呂九平、1938年8月20日公開 - 狂女の父近江屋五兵衛
- 『宮本武蔵』 : 監督森一生、1938年10月13日公開 - 武蔵の実父吉岡無二斉
- 『田宮坊太郎』 : 監督渡辺新太郎、1938年11月16日公開 - 一條竜風軒
- 『烈女競艶録』 : 監督仁科紀彦、1938年11月17日公開 - 佐渡守の家臣久右衛門
- 『孫悟空 一走万里の巻』 : 監督寿々喜多呂九平、1938年12月31日公開 - 高太公
- 『孫悟空 金角銀角の巻』 : 監督寿々喜多呂九平、1939年1月7日公開 - 高太公
- 『伊達大評定』 : 監督仁科紀彦、1939年1月14日公開 - 喜兵衛
- 『孫悟空 百花女園の巻』 : 監督寿々喜多呂九平、1939年1月14日公開 - 高太公
- 『元禄女大名』 : 監督木村恵吾、1939年2月1日公開 - 七重の叔父後藤三兵衛
- 『塚原武勇伝』 : 監督渡辺新太郎、1939年2月8日公開 - 上泉伊勢守
- 『次郎長裸道中』 : 監督押本七之輔、1939年3月8日公開 - 医師山田松庵、67分尺で現存（NFC所蔵[5]）
- 『忠孝小笠原狐』 : 監督仁科紀彦、1939年3月15日公開 - 月本主膳
- 『出世餅 藤堂高虎』 : 監督吉田信三、1939年3月23日公開 - 餅屋長兵衛
- 『阿波狸合戦』 : 監督寿々喜多呂九平、1939年4月13日公開 - 富田の八蔵
- 『足軽女夫鑑』 : 監督西原孝、1939年4月25日公開 - 重蔵の父
- 『大岡越前守』 : 監督寺門静吉、1939年5月11日公開 - 千吉の父
- 『山内一豊の妻』 : 監督牛原虚彦、1939年6月8日公開 - 小笠原伊賀
- 『お江戸奴侍』 : 監督木藤茂、1939年6月15日公開 - 福島家遺臣白興三右衛門
- 『紫式部』 : 監督野淵昶、1939年6月22日公開 - 隆綱
- 『西郷と益満』 : 監督仁科紀彦、1939年7月25日公開 - 佐川源左衛門
- 『姫君大納言』 : 監督押本七之輔、1939年9月14日公開 - 久馬の父
- 『鬼あざみ』 : 監督森一生、1939年10月1日公開 - 弥右衛門
- 『狸御殿』 : 監督木村恵吾、1939年10月12日公開 - 酒屋の爺さん
- 『長脇差団十郎』 : 監督牛原虚彦、1939年11月1日公開 - 用人正本金左衛門
- 『里見八犬伝』 : 監督吉田信三、1939年11月15日公開 - 宿屋古那屋の主人文吾兵衛
- 『忍術息子』 : 監督寺門静吉、1939年12月15日公開 - いんちき仙人
- 『変化騒動』 : 監督渡辺新太郎、1940年2月17日公開 - 治郎八爺
- 『旗岡巡査』 : 監督牛原虚彦、1940年2月28日公開 - 大福餅屋の爺
- 『花暦八笑人』 : 監督三星敏雄、1940年4月25日公開 - 眼八
- 『花咲爺』 : 監督寺門静吉、1940年5月30日公開 - 庄屋
- 『秋葉の火祭』 : 監督西原孝、1940年6月13日公開 - 僧東竜、64分尺で現存（NFC所蔵[5]）
- 『親子鳥』 : 監督森一生、1940年6月23日公開 - 橋番安吉老人
- 『安中草三郎』 : 監督押本七之輔、1940年6月30日公開 - 甚兵衛
- 『女馬子唄』 : 監督渡辺新太郎、1940年8月14日公開 - 宇佐衛門
- 『元禄深編笠』 : 監督西原孝、1940年11月14日公開 - 経師屋亀吉
- 『国姓爺合戦』 : 監督木村恵吾、1940年11月19日公開 - 和唐内の父で大明の武将鄭芝竜後の老一官
- 『牛若丸』 : 監督押本七之輔、1941年1月9日公開 - 東光坊
- 『神崎東下り』 : 監督木藤茂、1941年1月23日公開 - 講釈師赤松竜山
- 『罪なき町』 : 監督森一生、1941年1月30日公開 - 国府孫右衛門
- 『江戸の紅葵』 : 監督吉田信三、1941年2月13日公開 - 水戸の勤王学者桜井月三

### 日活京都撮影所
特筆以外すべて製作は「日活京都撮影所」、すべて配給は「日活」、本節以下はすべてトーキーである。
- 『右門捕物帖 幽霊水芸師』 : 監督菅沼完二、1941年8月14日公開 - 番頭利助
- 『江戸最後の日』 : 監督稲垣浩、1941年11月28日公開 - 高橋伊勢守、95分完全尺で現存（NFC所蔵[5]）
- 『決戦奇兵隊』 : 監督丸根賛太郎、応援監督田崎浩一、1941年12月30日公開 - 家老
- 『柳生大乗剣』 : 監督池田富保、1942年1月14日公開 - 伊集院刑部
- 『将軍と参謀と兵』 : 監督田口哲、製作日活多摩川撮影所、1942年3月7日公開 - 軍医

### 大映京都撮影所
特筆以外すべて製作は「大映京都撮影所」、配給は「映画配給社」あるいは「大映」である。
配給 映画配給社
- 『維新の曲』 : 監督牛原虚彦、応援演出木村恵吾、1942年5月14日公開 - 辻椅曹
- 『独眼龍政宗』 : 監督稲垣浩、1942年7月2日公開 - 役名不明、83分尺で現存（NFC所蔵[5]）
- 『お市の方』 : 監督野淵昶、製作大映京都第二撮影所、1942年9月10日公開 - 弥市
- 『鞍馬天狗』 : 監督伊藤大輔、1942年10月29日公開 - 御座り松、90分尺で現存（NFC所蔵[5]）
- 『三代の盃』 : 監督森一生、1942年12月11日公開
- 『富士に立つ影』 : 監督池田富保・白井戦太郎、1942年12月27日公開 - 泰右衛門
- 『御存じ右門 護る影』 : 監督西原孝、1942年2月25日公開 - 役名不明、約1分の断片のみが現存（NFC所蔵[5]）
- 『マリア・ルーズ號事件 奴隷船』 : 監督丸根賛太郎、1943年9月2日公開 - 支那人何安
- 『無法松の一生』 : 監督稲垣浩、1943年10月28日公開 - 居酒屋の亭主、78分尺で現存（NFC所蔵[5]）
- 『剣風練兵館』 : 監督牛原虚彦、1944年1月3日公開 - 下僕・岩吉、87分尺で現存（NFC所蔵[5]）
- 『小太刀を使ふ女』 : 監督丸根賛太郎、1944年8月3日公開 - 定平
- 『狼火は上海に揚る』（中国語題『春江遺恨』） : 監督稲垣浩、製作大映・中華電影、1944年12月28日公開 - 岩瀬弥四郎、65分尺で現存（NFC所蔵[5]）

配給 大映
- 『東海水滸伝』 : 監督伊藤大輔・稲垣浩、1945年7月12日公開 - 三十石船の客
- 『狐の呉れた赤ん坊』 : 監督丸根賛太郎、1945年11月8日公開 - 久右衛門
- 『最後の攘夷党』 : 監督稲垣浩、1945年12月20日公開 - 市兵衛
- 『殴られたお殿様』 : 監督丸根賛太郎、1946年3月21日公開 - 市兵衛
- 『国定忠治』 : 監督松田定次、1946年9月10日公開 - 嘉右衛門
- 『槍おどり五十三次』 : 監督森一生、1946年11月26日公開 - 須上明十郎、79分完全尺で現存（NFC所蔵[5]）

### 東横映画

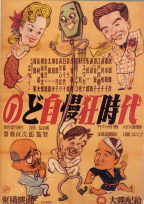
『のど自慢狂時代』（1948年）のポスター。

すべて製作は「東横映画」（現在の東映京都撮影所）、特筆以外配給は「東京映画配給」である。
- 『暗黒街の天使』 : 監督マキノ眞三、製作マキノ映画あやめ池撮影所、1947年製作 - 五平爺、83分尺で現存（NFC所蔵[5]）
- 『三本指の男』 : 監督松田定次、配給大映、1947年12月9日公開 - 髙田村長、72分完全尺で現存（NFC所蔵[5]）
- 『木曾の天狗』 : 監督松田定次、製作大映京都撮影所、配給大映、1948年4月19日公開 - 次郎太郎
- 『男を裁く女』 : 監督佐々木康、配給大映、1948年6月22日公開 - 前島事務官
- 『サザエさん 前後篇』 : 監督荒井良平、製作マキノ映画、配給松竹、1948年9月28日公開 - 50分尺の『サザエさん 七転八起の巻』の題で現存（NFC所蔵[5]）
- 『のど自慢狂時代』 : 監督斎藤寅次郎、配給大映、1949年3月28日公開 - 詐偽の男、48分尺で現存（NFC所蔵[5]）
- 『大江戸七変化』 : 監督木村恵吾、製作大映京都撮影所、配給大映、1949年7月10日公開 - 夜泣きそば
- 『獄門島』 : 監督松田定次、1949年11月20日公開 - 青山鑑識係、総集篇102分尺で現存（NFC所蔵[5]）
- 『獄門島 解明篇』 : 監督松田定次、1949年12月5日公開 - 青山鑑識係、同上[5]
- 『にっぽんGメン 第二話 難船崎の血闘』 : 監督松田定次、1950年1月3日公開 - 雨宮儀一郎、90分完全尺で現存（NFC所蔵[5]）
- 『俺は用心棒』 : 監督稲垣浩、1950年2月19日公開
- 『いれずみ判官 桜花乱舞の巻』 : 監督渡辺邦男、1950年4月14日公開
- 『いれずみ判官 落花対決の巻』 : 監督渡辺邦男、1950年4月22日公開
- 『天保人気男 妻恋坂の決闘』 : 監督渡辺邦男、1950年7月11日公開
- 『旗本退屈男捕物控 毒殺魔殿』 : 監督松田定次、1950年10月7日公開 - 一念堂一徹
- 『乱れ星荒神山』 : 監督萩原遼、1950年11月24日公開 - 三好屋の文藏、77分尺で現存（NFC所蔵[5]）
- 『女賊と判官』 : 監督マキノ雅弘（マキノ正博）・萩原遼、1951年1月5日公開 - 遠山家用人 笹野文太夫、86分尺で現存（NFC所蔵[5]）
- 『お艶殺し』 : 監督マキノ雅弘、1951年2月17日公開 - 久吉

### 東映京都撮影所

『恋風五十三次』（1952年）のポスター。

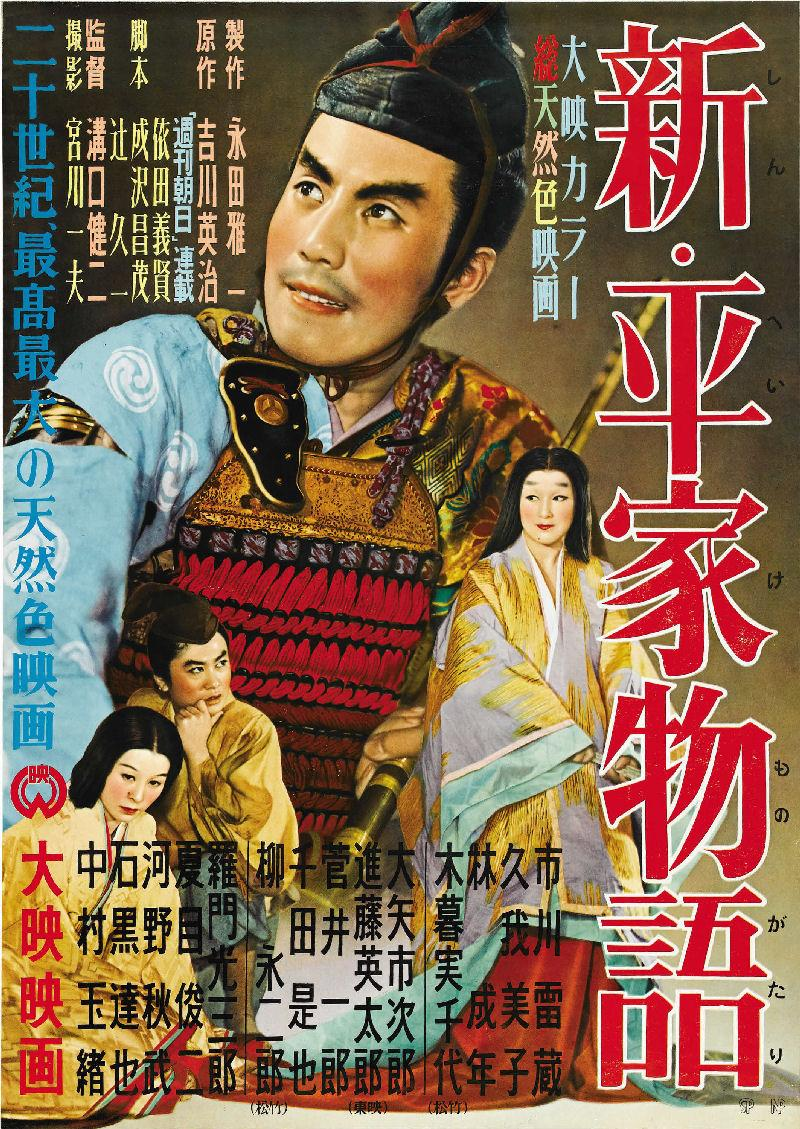
『新・平家物語』（1955年）のポスター。

特筆以外すべて製作は「東映京都撮影所」、特筆以外配給は「東映」である。
- 『又四郎行状記 神変美女峠』 : 監督萩原章、製作新東宝・宝プロダクション、配給新東宝、1951年4月21日公開 - 河原喜兵衛、68分尺で現存（NFC所蔵[5]）
- 『神変美女峠 解決篇 又四郎笠』 : 監督萩原章、製作新東宝・宝プロダクション、配給新東宝、1951年6月1日公開 - 河原喜兵衛、80分尺で現存（NFC所蔵[5]）
- 『酔いどれ八萬騎』 : 監督マキノ雅弘、1951年10月5日公開 - 居酒屋の主人
- 『お洒落狂女』 : 監督佐伯清、製作東映京都撮影所・山田プロダクション、配給東映、1952年4月3日公開 - 門番
- 『西鶴一代女』 : 監督溝口健二、監督補佐荒井良平、製作児井プロダクション・新東宝、配給新東宝、1952年4月17日公開 - 用人篠崎久門
- 『赤穂城』 : 監督萩原遼、1952年4月24日公開 - 内村四郎兵衛、81分完全尺で現存（NFC所蔵[5]）
- 『乞食大将』 : 監督松田定次、製作大映京都撮影所、配給大映、1945年製作・1952年4月30日公開 - 牢番の老人、62分尺で現存（NFC所蔵[5]）
- 『恋風五十三次』 : 監督中川信夫、1952年5月8日公開 - 檜垣重兵衛
- 『天草秘聞 南蛮頭巾』 : 監督丸根賛太郎、製作宝プロダクション、配給東映、1952年5月22日公開 - 阿部豊後守
- 『続赤穂城』 : 監督萩原遼、1952年5月29日公開 - 内村四郎兵衛、100分完全尺で現存（NFC所蔵[5]）
- 『満月三十石船』 : 監督丸根賛太郎、1952年9月10日公開 - 茶店の爺
- 『朝焼け富士 前篇』 : 監督松田定次、1953年3月8日公開 - 番頭宇兵衛
- 『朝焼け富士 後篇』 : 監督松田定次、1953年3月17日公開 - 番頭宇兵衛
- 『女間者秘聞 赤穂浪士』 : 監督佐々木康、1953年4月1日公開 - 竹田出雲、128分尺で現存（NFC所蔵[5]）
- 『武士道残酷物語』 : 監督今井正、1953年4月28日公開 - 第四話 江戸家老、123分完全尺で現存（NFC所蔵[5]）
- 『大菩薩峠 第二部 壬生と島原の巻 三輪神杉の巻』 : 監督渡辺邦男、1953年6月3日公開 - 薬屋源太郎、89分完全尺で現存（NFC所蔵[5]）
- 『江戸の花道』 : 監督中川信夫、1953年8月19日公開 - 六造
- 『地獄門』 : 監督衣笠貞之助、製作大映京都撮影所、配給大映、1953年10月31日公開 - 乙阿弥、89分完全尺で現存（NFC所蔵[5]）
- 『新諸国物語 笛吹童子 第一部どくろの旗』 : 監督萩原遼、1954年4月27日公開 - 劉風来
- 『野ざらし姫 追撃の三十騎』 : 監督小沢茂弘、1954年6月15日公開 - 森田武太夫
- 『近松物語』 : 監督溝口健二、製作大映京都撮影所、配給大映、1954年11月23日公開 - 黒木大納言、102分完全尺で現存（NFC所蔵[5]）
- 『次男坊鴉』 : 監督弘津三男、製作大映京都撮影所、配給大映、1955年1月29日公開
- 『月笛日笛 第一篇 月下の若武者』 : 監督丸根賛太郎、1955年2月1日公開 - 半斎
- 『月笛日笛 第二篇 白馬空を飛ぶ』 : 監督丸根賛太郎、1955年2月7日公開 - 半斎
- 『月笛日笛 完結篇 千丈ケ原の激斗』 : 監督丸根賛太郎、1955年2月13日公開 - 半斎
- 『天兵童子 第一篇 波濤の若武者』 : 監督内出好吉、1955年6月21日公開 - 牢番与吾六
- 『天兵童子 第二篇 高松城の密使』 : 監督内出好吉、1955年6月28日公開 - 牢番与吾六
- 『天兵童子 完結篇 日の丸初陣』 : 監督内出好吉、1955年7月5日公開 - 牢番与吾六
- 『飛龍無双』 : 監督佐々木康、1955年9月13日公開 - 順庵
- 『新・平家物語』 : 監督溝口健二、製作大映京都撮影所、配給大映、1955年9月21日公開 - 経房、107分完全尺で現存（NFC所蔵[5]）
- 『薩摩飛脚』 : 監督河野寿一、1955年11月1日公開 - 下男辰造
- 『羅生門の妖鬼』 : 監督佐伯清、1956年1月3日公開 - 神主
- 『黒田騒動』 : 監督内田吐夢、1956年1月8日公開 - 倉橋長四郎
- 『赤穂浪士 天の巻 地の巻』 : 監督松田定次、1956年1月15日公開 - 藤井又左衛門、151分完全尺で現存（NFC所蔵[5]）
- 『旗本退屈男 謎の幽霊船』 : 監督松田定次、1956年7月12日公開 - 長吏、90分完全尺で現存（NFC所蔵[5]）
- 『海の百万石』 : 監督内出好吉、1956年9月11日公開 - 弥助
- 『月形半平太 花の巻 嵐の巻』 : 監衣笠貞之助、1956年10月17日公開 - 与兵ヱ、109分完全尺で現存（NFC所蔵[5]）
- 『ふり袖捕物帖 若衆変化』 : 監督松村昌治、1956年11月7日公開 - 寺尾十内
- 『孫悟空 第一部』 : 監督佐伯清、1956年11月28日公開 - 高太公
- 『孫悟空 第二部』 : 監督佐伯清、1956年12月5日公開 - 高太公
- 『あばれ鳶』 : 監督森一生、製作大映京都撮影所、配給大映、1956年12月12日公開 - 役名不明（東映）、89分完全尺で現存（NFC所蔵[5]）
- 『旗本退屈男 謎の紅蓮塔』 : 監督松田定次、1957年1月15日公開 - 戸田屋の清兵衛
- 『若さま侍捕物帳 鮮血の晴着』 : 監督小沢茂弘、1957年3月4日公開 - 佐兵衛
- 『朱雀門』 : 監督森一生、1957年3月20日公開 - 大宮（東映）、101分完全尺で現存（NFC所蔵[5]）
- 『隼人族の叛乱』 : 監督松田定次、1957年4月30日公開 - 吾市
- 『喧嘩道中』 : 監督佐々木康、1957年5月12日公開 - 善兵衛
- 『おしどり喧嘩笠』 : 監督萩原遼、製作新芸術プロダクション、配給東宝、1957年5月22日公開 - 古道具屋の主人（東映）
- 『股旅男八景 殿さま鴉』 : 監督小沢茂弘、1957年6月10日公開 - 六兵衛
- 『仇討崇禅寺馬場』 : 監督マキノ雅弘、1957年6月25日公開 - 住持、93分完全尺で現存（NFC所蔵[5]）
- 『大菩薩峠』 : 監督内田吐夢、1957年7月13日公開 - 金六、119分完全尺で現存（NFC所蔵[5]）
- 『阿波おどり 鳴門の海賊』 : 監督マキノ雅弘、1957年8月6日公開 - 市野仁右衛門
- 『水戸黄門』 : 監督佐々木康、1957年8月11日公開 - 隆光、98分完全尺で現存（NFC所蔵[5]）
- 『天狗街道』 : 監督小沢茂弘、1957年10月8日公開 - 甚兵衛
- 『赤穂義士』 : 監督伊賀山正光、1957年12月8日公開 - 伊達伊織
- 『旗本退屈男 謎の蛇姫屋敷』 : 監督佐々木康、1957年12月28日公開 - 安藤主膳
- 『任侠東海道』 : 監督松田定次、1958年1月3日公開 - 宗右衛門、105分完全尺で現存（NFC所蔵[5]）
- 『千両獅子』 : 監督内田吐夢、1958年2月12日公開 - 中沢亀五郎、91分完全尺で現存（NFC所蔵[5]）
- 『螢火』 : 監督五所平之助、製作歌舞伎座、配給松竹、1958年3月18日公開 - 123分完全尺で現存（NFC所蔵[5]）
- 『葵秘帖』 : 監督小沢茂弘、1958年3月25日公開 - 源左
- 『大菩薩峠 第二部』 : 監督内田吐夢、1958年4月21日公開 - 金六・池内喜内（二役）、105分完全尺で現存（NFC所蔵[5]）
- 『伊那の勘太郎』 : 監督小沢茂弘、1958年5月20日公開 - 勝三
- 『白蛇小町』 : 監督弘津三男、製作大映京都撮影所、配給大映、1958年6月15日公開 - 柿崎平内
- 『血汐笛』 : 監督小沢茂弘、1958年7月6日公開 - 相馬修之進
- 『新選組』 : 監督佐々木康、1958年7月13日公開 - 勘兵衛
- 『旗本退屈男』 : 監督松田定次、1958年8月12日公開 - 庄作、108分完全尺で現存（NFC所蔵[5]）
- 『殿さま弥次喜多 捕物道中』 : 監督沢島忠、1959年1月3日公開 - 勘兵ヱ、84分完全尺で現存（NFC所蔵[5]）
- 『右門捕物帖 片目の狼』 : 監督沢島忠、1959年3月3日公開 - 堀田備後守、87分完全尺で現存（NFC所蔵[5]）
- 『たつまき奉行』 : 監督マキノ雅弘、1959年3月10日公開 - 安藤対馬守、95分完全尺で現存（NFC所蔵[5]）
- 『お役者文七捕物暦 蜘蛛の巣屋敷』 : 監督沢島忠、1959年4月1日公開 - 迫畑十太夫
- 『富獄秘帖』 : 監督工藤栄一、1959年9月2日公開 - 弥平
- 『富獄秘帖 完結篇』 : 監督工藤栄一、1959年9月8日公開 - 弥平
- 『恋山彦』 : 監督マキノ雅弘、1959年9月20日公開 - 八橋検校、93分完全尺で現存（NFC所蔵[5]）
- 『雪之亟変化』 : 監督マキノ雅弘、1959年12月25日公開 - 中村座頭取、85分完全尺で現存（NFC所蔵[5]）
- 『右門捕物帖 地獄の風車』 : 監督沢島忠1960年3月1日公開 - 和泉屋、84分完全尺で現存（NFC所蔵[5]）
- 『酒と女と槍』 : 監督内田吐夢、1960年5月15日公開 - 富田家々老、99分完全尺で現存（NFC所蔵[5]）
- 『壮烈新選組 幕末の動乱』 : 監督佐々木康、1960年7月10日公開 - 了然
- 『水戸黄門』 : 監督松田定次、1960年8月7日公開 - 94分尺で現存（NFC所蔵[5]）
- 『妖刀物語 花の吉原百人斬り』 : 監督内田吐夢、1960年9月4日公開 - 109分完全尺で現存（NFC所蔵[5]）
- 『続 親鸞』 : 監督田坂具隆、1960年9月27日公開 - 法師、128分完全尺で現存（NFC所蔵[5]）
- 『天竜母恋い笠』 : 監督工藤栄一、1960年10月23日公開 - 信濃屋新右衛門
- 『花かご道中』 : 監督工藤栄一、1961年1月21日公開 - 水原内膳正
- 『赤穂浪士』 : 監督松田定次、1961年3月28日公開 - 大立目市左衛門、150分完全尺で現存（NFC所蔵[5]）
- 『八荒流騎隊』 : 監督工藤栄一、1961年5月11日公開 - 了然
- 『怪談お岩の亡霊』 : 監督加藤泰、1961年7月2日公開 - 浄念
- 『花のお江戸のやくざ姫』 : 監督工藤栄一、1961年9月13日公開 - 安次郎
- 『赤い影法師』 : 監督小沢茂弘、1961年12月24日公開 - 戸沢正種、90分完全尺で現存（NFC所蔵[5]）
- 『お姫様と髭大名』 : 監督工藤栄一、1962年3月14日公開 - 老中
- 『恋や恋なすな恋』 : 監督内田吐夢、1962年5月1日公開 - 兵
- 『ちいさこべ』 : 監督田坂具隆、1962年6月10日公開 - 170分尺で現存（NFC所蔵[5]）
- 『怪談三味線掘』 : 監督内出好吉、1962年8月4日公開 - 休庵
- 『紀州の暴れん坊』 : 監督中川信夫、1962年9月1日公開 - 徳川光貞
- 『九ちゃん刀を抜いて』 : 監督マキノ雅弘、1963年8月31日公開 - 勧兵ヱ、87分完全尺で現存（NFC所蔵[5]）
- 『次郎長三国志』 : 監督マキノ雅弘、1963年10月20日公開 - 馬定、102分尺で現存（NFC所蔵[5]）
- 『続・次郎長三国志』 : 監督マキノ雅弘、1963年11月10日公開 - 寿々屋の亭主、89分完全尺で現存（NFC所蔵[5]）
- 『関の弥太ッぺ』 : 監督山下耕作、1963年11月20日公開 - 和尚、89分完全尺で現存（NFC所蔵[5]）
- 『十三人の刺客』 : 監督工藤栄一、1963年12月7日公開 - 三州屋徳兵衛
- 『宮本武蔵 一乗寺の決斗』 : 監督内田吐夢、1964年1月1日公開 - 南保余一兵衛、128分完全尺で現存（NFC所蔵[5]）
- 『人斬り笠』 : 監督松田定次、1964年1月9日公開
- 『次郎長三国志 第三部』 : 監督マキノ雅弘、1964年2月8日公開 - 94分完全尺で現存（NFC所蔵[5]）
- 『紫右京之介 逆一文字斬り』 : 監督長谷川安人、1964年3月12日公開 - 諏訪本陣の主人
- 『集団奉行所破り』 : 監督長谷川安人、1964年8月26日公開 - 浪速屋庄右衛門
- 『いれずみ判官』 : 監督沢島忠、1965年2月25日公開 - 住職
- 『股旅 三人やくざ』 : 監督沢島忠、1965年5月2日公開 - 与平

### テレビドラマ
- 『福沢諭吉の少年時代』 : 監督不明、東映教育映画部/日本放送協会、1958年11月1日放映
- 『風小僧』 : 監督仲木睦・隅田朝二、東映京都撮影所/日本教育テレビ、1959年2月3日 - 同年12月29日放映
- 『風雲児半次郎 唐芋侍と西郷』 : 監督安田公義・井沢雅彦、東伸テレビ映画/毎日放送、1964年10月28日 - 1965年3月31日放映
- 『新選組血風録』第7話『菊一文字』 : 監督河野寿一、東映京都テレビプロダクション/日本教育テレビ、1965年8月22日放映